# セオリーのスポーツ数珠つなぎ
『セオリーのスポーツ数珠つなぎ』はラジオ関西で2020年4月5日から2023年9月24日まで放送されていたスポーツ情報番組。

## 概要
2020年4月5日放送開始。
同番組はメインパーソナリティでスポーツMCやNPO法人THANKYOU FUNDの理事を勤めるセオリーこと背尾が、K・A・Oプロダクション所属のフリーアナウンサーで現役CAでもあるアシスタントの藤谷と共に旬なスポーツの話題の他、アスリートやスポーツに関わるゲストを迎えてお送りするスポーツ情報番組。
2023年9月17日放送のエンディングで翌週（9月24日）の放送をもって番組が終了することが発表された。
予定どおり同年9月24日の放送をもって番組は終了した。放送期間は3年半だった。
なお、背尾は当番組終了から8日後の10月2日から同じくラジオ関西で毎週月曜20:00 - 20:30に放送が開始されたオレたちの夢に元阪神タイガース監督で現在は野球解説者を努める矢野燿大と文字職人の杉浦誠司とともにパーソナリティを担当している。

## 放送時間
毎週日曜12:00 - 12:30

## 出演者
- パーソナリティ
  - 背尾匡徳（NPO法人THANKYOU FUND 理事）（番組内での名称はセオリー）
  - 藤谷真由香（K・A・Oプロダクション所属のフリーアナウンサー兼現役CA）（番組内での名称はフジコ）